# István Bethlen

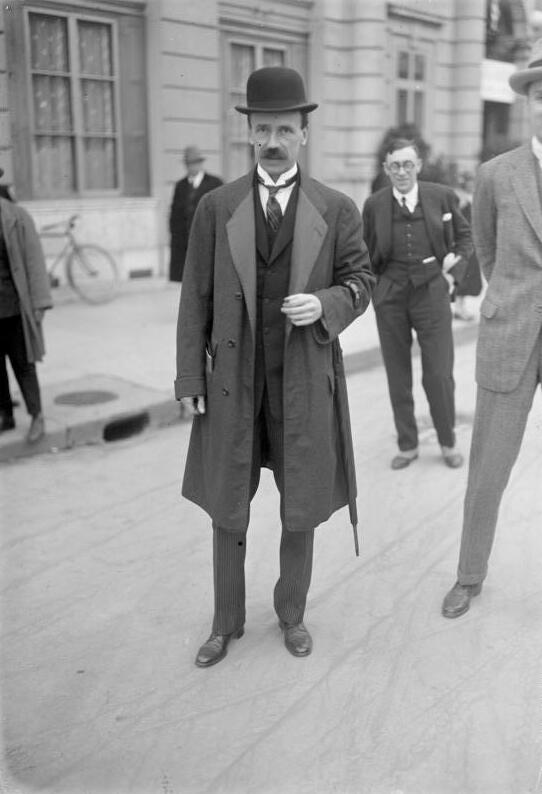
István Bethlen

István Bethlen (n. 8 octombrie 1874, Ghernesig, azi Gornești, județul Mureș — d. 5 octombrie 1946, Moscova, URSS) a fost un conte, prim-ministru al Ungariei din 1921 până în anul 1931. 
István Bethlen a provenit dintr-o familie nobilă din Transilvania. În 1901 a fost ales în parlamentul ungar ca liberal, mai târziu în 1919 a reprezentat noul parlament ungar la tratativele de pace în Paris, care s-au încheiat prin Tratatul de la Trianon. În același an guvernul Mihály Károlyi a demisionat, iar puterea a fost preluată de Kun Béla. Îndată Bethlen s-a întors în Ungaria și a devenit liderul mișcării anti-comuniste din Ungaria bolșevică; mișcarea era numită guvernul „Alb” și avea sediul la Szeged împreună cu Miklós Horthy, după întoarcerea lui Carol al IV-lea în Ungaria în octombrie 1921 (în bătălia de la Budaörs regele a fost învins), Horthy l-a rugat pe Bethlen să formeze un guvern puternic ca să-l elimine pe Carol al IV-lea pe cât posibil până la formarea noului stat; a fost ales (?) / numit (?) prim ministru în 14 aprilie 1921, a dizolvat guvernul, a schimbat (?) electoratul (?), a reușit să formeze o mașină politică imposibil de oprit, iar în politica maghiară internă Bethlen a reușit să unească cele mai mari forțe politice din societatea ungară, evreii bogați din industrie și foștii nobili maghiari, într-o coaliție. Aceasta coaliție a creat în Ungaria condițiile de crestere a fascismului. Bethlen a condus Ungaria în Liga Națională și a inițiat o alianță strânsă cu Italia fascistă, cu aceasta a sperat să schimbe decizia de la Tratatul de la Trianon (teritorii pe care le-au pierdut după Primul Război Mondial), din cauza căreia s-a creat o atmosferă depresivă în Ungaria, și care a condus la o politică aflată la extrema dreaptă. Horthy l-a desemnat pe Gyula Károlyi după ce Bethlen a demisionat la 24 august 1934, următorul a fost pus rapid Gömbös Gyula, Bethlen era printre puținii politicieni unguri care erau împotriva alianței cu Germania nazistă și împotriva legilor anti-evreiești. A devenit evident că Germania va pierde războiul. 
Bethlen a înființat Banca Națională Maghiară și noua monedă pengő (care a înlocuit coroana ungară). 
Bethlen a încercat fără succes să negocieze o pace separată cu Aliații. Când trupele sovietice au intrat în Ungaria în aprilie 1945 a fost capturat și trimis la Moscova, iar în 5 octombrie 1946 a fost executat împreună cu alți oameni politici maghiari prizonieri.